# Jan Hernych
Jan Hernych (født 7. juli 1979 i Prag, Tjekkoslovakiet) er en tjekkisk tennisspiller, der blev professionel i 1998. Han har, pr. maj 2009, vundet en enkelt ATP-doubleturnering, men har stadig sin første singletitel til gode. 
Hernych er 190 cm. høj og vejer 83 kilo.